# Австрийски авиолинии
Австрийските авиолинии (на английски: Austrian Airlines) са националния превозвач на Австрия и дъщерно дружество на Луфтханза Груп. Авиокомпанията е член на Star Alliance и Austrian Airlines Group.

## История
Авиокомпанията е основана на 30 септември 1957 г. Първият полет е осъществен на 31 март 1958 г. по маршрут Виена – Цюрих – Лондон. Австрийските авиолинии са създадени чрез сливането на Air Austria и Austrian Airways. Първите вътрешни полети започват на 1 май 1963 г. Първият трансатлантически полет на авиокомпанията се състои на 1 април 1969 г. по маршрут Виена – Брюксел – Ню Йорк.
Австрийските авиолинии стават член на Star Alliance през 2000 г. През същата година авиокомпанията придобива Lauda Air, която също изпълнява полети на дълги разстояния, и придобива Rheintalflug на 15 февруари 2001 г. В резултат на ребрандирането австрийската марка става обичайна за авиокомпаниите. На 1 октомври 2004 г. полетните дивизии на Austrian Airlines и Lauda Air са обединени, в резултат на което марката Lauda Air се използва само за чартърни полети.
През юни 2008 г. австрийското правителство възлага на инвестиционната банка Merrill Lynch да подготви пълна приватизация на авиокомпанията, като я продаде на чуждестранна авиокомпания. Луфтханза, Ер Франс, KLM, Royal Jordanian, Air China, Turkish Airlines, Аерофлот, S7 Airlines и Singapore Airlines първоначално обявяват своя интерес. Краткият списък включва Луфтханза, Ер Франс, KLM и S7. На 5 декември 2008 г. става известно, че е потвърдена продажбата на 41,6% дял от Austrian Airlines на Луфтханза на цена от 366 268,75 евро.

## Ливрея
Цветовата схема на Австрийските авиолинии винаги е била червено-бяла. Самолетите от 50-те до 80-те години са със сребърен цвят, горният фюзелаж е бял със стрелка на Austrian Airlines и надпис „Austrian Airlines“ (до 1972, 1995 – 2003 г.) или „Austrian“ (1972 – 1995, от 2003 г.).
Конвенционалната стрелка на Austrian Airlines („Austrian Chevron“) има три варианта. През 1960 г. тя наподобява хартиен самолет по форма и получава модерната си форма през 1972 г. След ребрандиране през 1995 г., стрелката е поставена върху червено-белите опашки на самолетите. След нова промяна на корпоративната идентичност през 2003 г. обаче, стрелката отново се променя: старата стрелка е използвана отново, но в по-модерен стил и със сенки.
Разнообразие от специални цветови схеми се използват от десетилетия. След като се присъединява към Star Alliance, няколко самолета започват да носят емблемата на алианса. През 2006 година, която е годината на Моцарт, Еърбъс A320 получава специална окраска, Еърбъс A340 носи емблемата на Виенската филхармония, а Боинг 737 – 600 е нарисуван с тиролски мотиви. Три самолета са пребоядисани за Евро 2008, а един Еърбъс A320 е пребоядисан в ретро стил за 50-годишнината на компанията.

## Направления
Основните дестинации са Източна Европа и Близкия изток, за повечето от които се използва дъщерната компания Tyrolean Airways.
През март 2007 г. са прекратени и най-дългите полети на авиокомпанията, Виена – Сингапур – Мелбърн и Виена – Куала Лумпур – Сидни. Австрийските авиолинии са последната европейска авиокомпания, която лети директно от Европа до Мелбърн.
Авиокомпанията е една от малкото авиокомпании, която лети до следвоенен Ирак, където започва да лети през декември 2006 г. Полетът обаче е отменен на следващата година. Полетите до Арбил са възобновени през юни 2008 г. За 2019 г. ръководството одобрява 110 направления, 4 от които са в руските градове Санкт Петербург, Москва, Калининград, Краснодар.
От ноември 2010 г. авиокомпанията започва полети до Мумбай с 5 полета седмично. От юни 2011 г. авиокомпанията ще започне полети до Багдад с честота от 3 полета седмично, а от октомври 2011 г. се увеличават до 4 полета седмично.
От 29 октомври 2020 г. авиокомпанията възобновява полетите до Москва, прекъснати поради пандемията COVID-19.